# قهرمان خان حاجب‌الدوله
قهرمان خان حاجب‌الدوله از درباریان دوره قاجار، فراشباشی محمدعلی شاه و آخرین دارنده لقب «حاجب‌الدوله» بود.
در تبریز متولد شد. در جوانی وارد دستگاه مظفرالدین میرزای ولیعهد شد. در سال ۱۳۰۵ قمری به همراه پسرعمویش میرزا صالح آصف‌الدوله به سفر حج رفت. پس از آنکه مظفرالدین شاه به سلطنت رسید، در دستگاه ولیعهد جدید، محمدعلی میرزا به کار ادامه داد. در سال ۱۳۱۸ قمری امیرآخور ولیعهد شد. در سال ۱۳۱۹ قمری فراشباشی ولیعهد شد و لقب «نیرالسلطان» گرفت. پس از درگذشت مظفرالدین شاه، به همراه محمدعلی شاه به تهران آمد و به عنوان فراشباشی شاه انتخاب شد و به لقب «حاجب‌الدوله» ملقب گردید. این لقب همواره به افرادی داده می‌شد که منصب فراشباشی‌گری داشتند.
قهرمان خان به دستور مظفرالدین شاه با فاطمه سلطان باغبانباشی آخرین سوگلی ناصرالدین شاه ازدواج کرد که حاصل این ازدواج سه پسر و دو دختر بود. دختر کوچکش به نام خدیجه با امام قلی شاهقلی ازدواج کرد و ثمرهٔ ان ازدواج دکتر منوچهر شاهقلی بود که سالها وزیر بهداشت در دوران نخست‌وزیری هویدا بود. از دیگر نوه‌های او ویدا حاجبی بود.